# Misumena rubripes
Misumena rubripes är en spindelart som beskrevs av Eugen von Keyserling 1880. Misumena rubripes ingår i släktet Misumena och familjen krabbspindlar.
Artens utbredningsområde är Peru. Inga underarter finns listade i Catalogue of Life.